# 和平南海溪蟹
和平南海溪蟹（学名：Nanhaipotamon hepingense）为溪蟹科南海溪蟹属的动物。在中国大陆，分布于广东等地，主要生活于稻田水渠两岸泥洞中。